# USS Francis Scott Key (SSBN-657)
USS Francis Scott Key (SSBN-657) – amerykański okręt podwodny o napędzie atomowym typu Benjamin Franklin, który w trakcie służby w amerykańskiej marynarce wojennej stanowił część strategicznego systemu odstraszania nuklearnego. "Francis Scott Key" przenosił pierwotnie pociski balistyczne SLBM typu Polaris A-3, w październiku 1979 roku jednak, wyszedł na patrol jako pierwsza jednostka wyposażona w najnowsze ówcześnie pociski Trident I C-4.